# Sonic Syndicate
Sonic Syndicate est un groupe de metalcore suédois, originaire de Falkenberg. Le groupe est initialement formé en 2002 sous le nom de Fallen Angels. C'est en 2005 qu'ils changent de nom pour Sonic Syndicate. Leurs principales influences des groupes de death metal mélodique incluent notamment In Flames ou Soilwork. Leur dernier album tend à se diriger vers le rock moderne tout en conservant des caractéristiques du metalcore.

## Biographie

### Débuts etEden Fire(2002–2006)
Le groupe suédois est formé en 2002 sous le nom de Fallen Angels par Richard et Roger Sjunnesson, deux frères, et leur petit cousin Robin Sjunnesson. Ils enregistrent trois démos Fall from Heaven, Black Lotus, et Extinction avant de signer avec Pivotal Rockordings en 2005. Après cela, ils changent le nom du groupe pour devenir Sonic Syndicate et enregistrent leur premier album studio, Eden Fire.
Le groupe entame une tournée Eden Fire dans toute la Suède, aux côtés de groupes tels qu'Avatar. Durant leur tournée avec Avatar, le batteur Kristoffer Bäcklund quitte le groupe en février 2006 et est remplacé par John Bengtsson. C'est aussi en 2006 que le claviériste quitte le groupe alors qu'un second chanteur s'y joint, Roland Johansson. En novembre 2007, ils entament une nouvelle tournée avec Himsa et Amon Amarth. Plus tard en 2008, ils tourneront avec Nightwish.

### Only Inhuman(2006–2007)
En 2006, le groupe participe à un grand concours organisé par Nuclear Blast. Ce concours rassemblera plus de 1 500 groupes, mais Sonic Syndicate fait partie des trois gagnants et se voit offrir un contrat par le label Nuclear Blast. 
Le successeur d'Eden Fire est produit par Jonas Kjellgren de Scar Symmetry. Only Inhuman, tel est son nom, sort le 18 mai 2007 et le groupe sort peu après son premier clip, Denied, issu de l'album et produit par Patric Ullaeus.
Le groupe participera au Wacken Open Air 2007, ainsi que plusieurs autres festivals européens. Sonic Syndicate entamera des tournées avec Caliban, Heaven Shall Burn, ou encore Dark Tranquility et Soilwork.

### Love and Other Disasters(2008–2009)
Love and Other Disasters est publié en septembre 2008. Le premier single Jack of Diamonds est accompagné d'un clip vidéo, toujours dirigé par Patric Ullaeus, suivi quelques mois plus tard par My Escape. À la fin de 2008, le groupe tourne en Europe de l'Ouest. Deux nouveaux singles sont annoncés, le premier clip Power Shift fait son avant-première sur le site et le MySpace du groupe le 18 février 2009.
À la fin de mars, le groupe annonce que le chanteur Roland Johansson quitte le groupe pour des raisons personnelles (il accompagnera cependant le groupe pour encore quelques dates). Il indique qu'il se consacrera par la suite à un projet musical avec Jesper Strömblad. Le groupe commence déjà à chercher son remplaçant ; une annonce est mise en ligne sur leur site et sur MySpace.

### Burn this City(2009)
Le 24 août 2009, le chanteur Nathan James Biggs, du groupe The Hollow Earth Theory, est annoncé comme le remplaçant de  Roland Johansson. Le groupe annonce son entrée en studio pour son nouvel album, prévu pour l'été 2010. Le 25 septembre, Sonic Syndicate - dans sa nouvelle formation - sort le single Burn this City, accompagné d'un clip vidéo.
Peu après la sortie du single, le groupe débute la diffusion de leur autre nouveau morceau ; Rebellion in Nightmareland sur leur page officielle MySpace. Le 26 novembre 2009, l'EP Rebellion comprenant les deux nouvelles chansons avec Nathan James Biggs, sort dans les bacs.

### We Rule the Night(2010–2011)
Sonic Syndicate annonce début janvier 2010, que son prochain album sera produit par Toby Wright. Ils annoncent également que celui-ci sera enregistré aux Bohus Sound Studios à Kungälv, en Suède. Le 11 février 2010, le groupe annonce que la production du nouvel album  est quasiment terminée. Le titre de l'album ne sera dévoilé que le 5 mars 2010, We Rule the Night. La sortie, prévue au départ pour le 28 mai 2010, est finalement repoussé au 27 août 2010. Le premier single de l'album est Revolution, Baby. Le clip vidéo est à nouveau réalisé par Patric Ullaeus, et dévoilé au public le 17 mai 2010.
À la fin d'octobre 2010, Richard Sjunnesson décide de quitter le groupe, à la suite de quelques problèmes avec leur label, Nuclear Blast, qui souhaitait changer la direction du groupe vers un style musical différent. Des rumeurs courent sur un projet nommé The Unguided, avec son frère Roger Sjunnesson ainsi que l'ancien chanteur de Sonic Syndicate: Roland Johansson, et éventuellement Jesper Strömblad (In Flames). Il est remplacé par Christoffer Andersson. Le 25 novembre 2010, Roland Johansson rejoint officiellement The Unguided, et un album est annoncé pour 2011. Roger Sjunnesson restera quand même en tant que guitariste chez Sonic Syndicate, mais Christoffer Andersson n'a toujours pas été officialisé en tant que chanteur définitif du groupe.

### Pause et nouveaux albums (depuis 2011)
En septembre 2011, Roger explique que le groupe est en pause. Roger et John se consacrent à The Unguided, Nathan critique pour Metal Hammer, et Karin commence des études. Le 7 mai 2012, le groupe annonce sa venue au Vekeri Fesztival en Hongrie les 21 et 23 juin. Le 13 juin 2012, Roger Sjunnesson membre fondateur du groupe avec son frère Richard Sjunnesson, guitariste et principal compositeur du groupe, annonce son départ du groupe. Cependant, il ajoute que continuer sa carrière musicale et écrire des chansons pour le groupe The Unguided. Le 5 mai 2013, le groupe annonce sur Twitter la fin de la pause. Ils annoncent aussi un nouvel album, et la participation de Björn Strid de Soilwork au chant sur Before You Finally Break.
Le 7 août 2015, le départ de la bassiste Karin Axelsson est annoncé ; elle est remplacée par Michel Bärzén. Un an plus tard, leur nouvel album, Confessions, est publié le 24 octobre 2016.

## Membres

### Membres actuels
- Robin Sjunnesson - Guitare, chant, chœurs (depuis 2002)
- Nathan James Biggs - chant (depuis 2009)
- Michel Bärzén - basse (depuis 2015)
- Peter Wallenäs - batterie, percussions (depuis 2016)

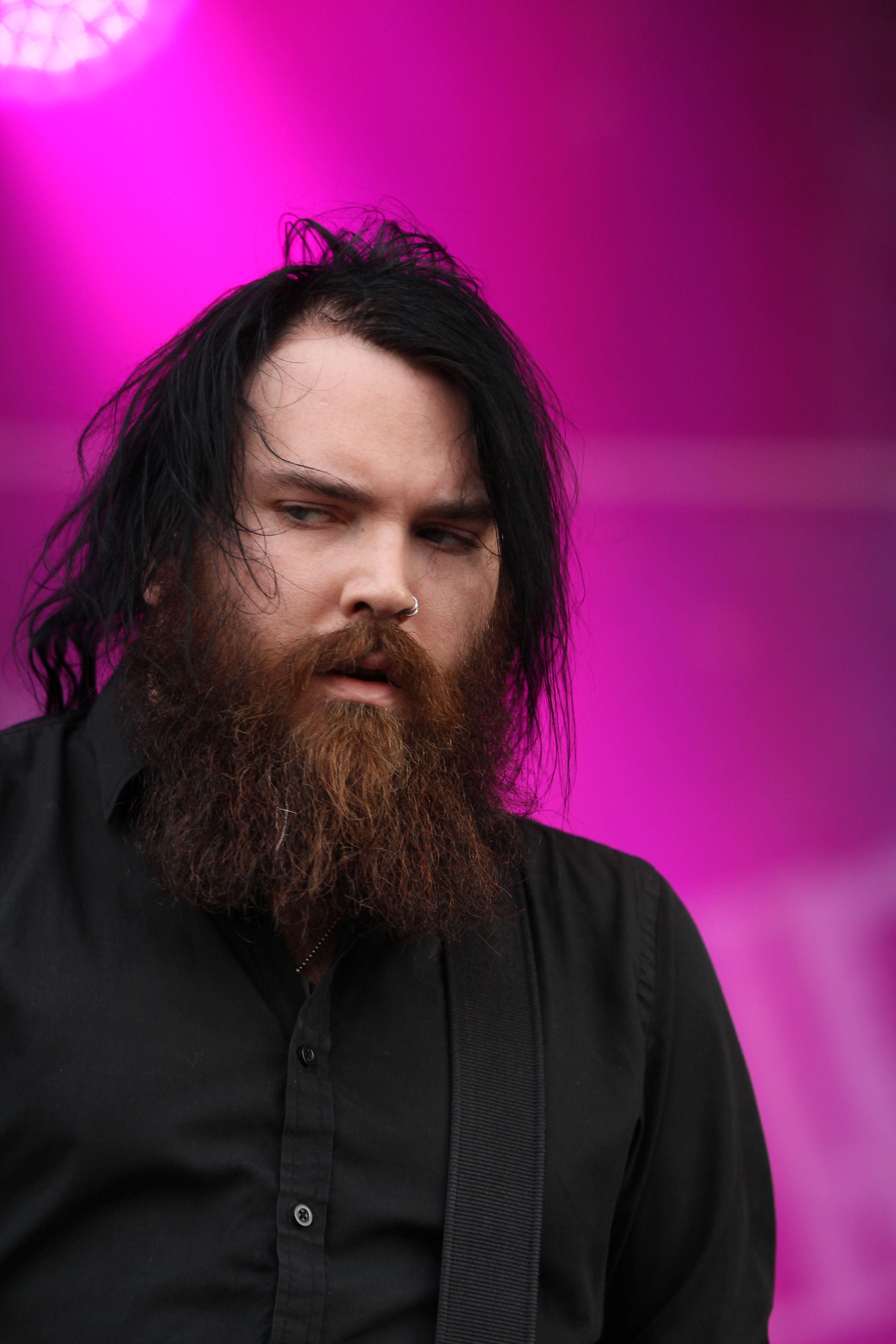
Robin Sjunesson en 2014.
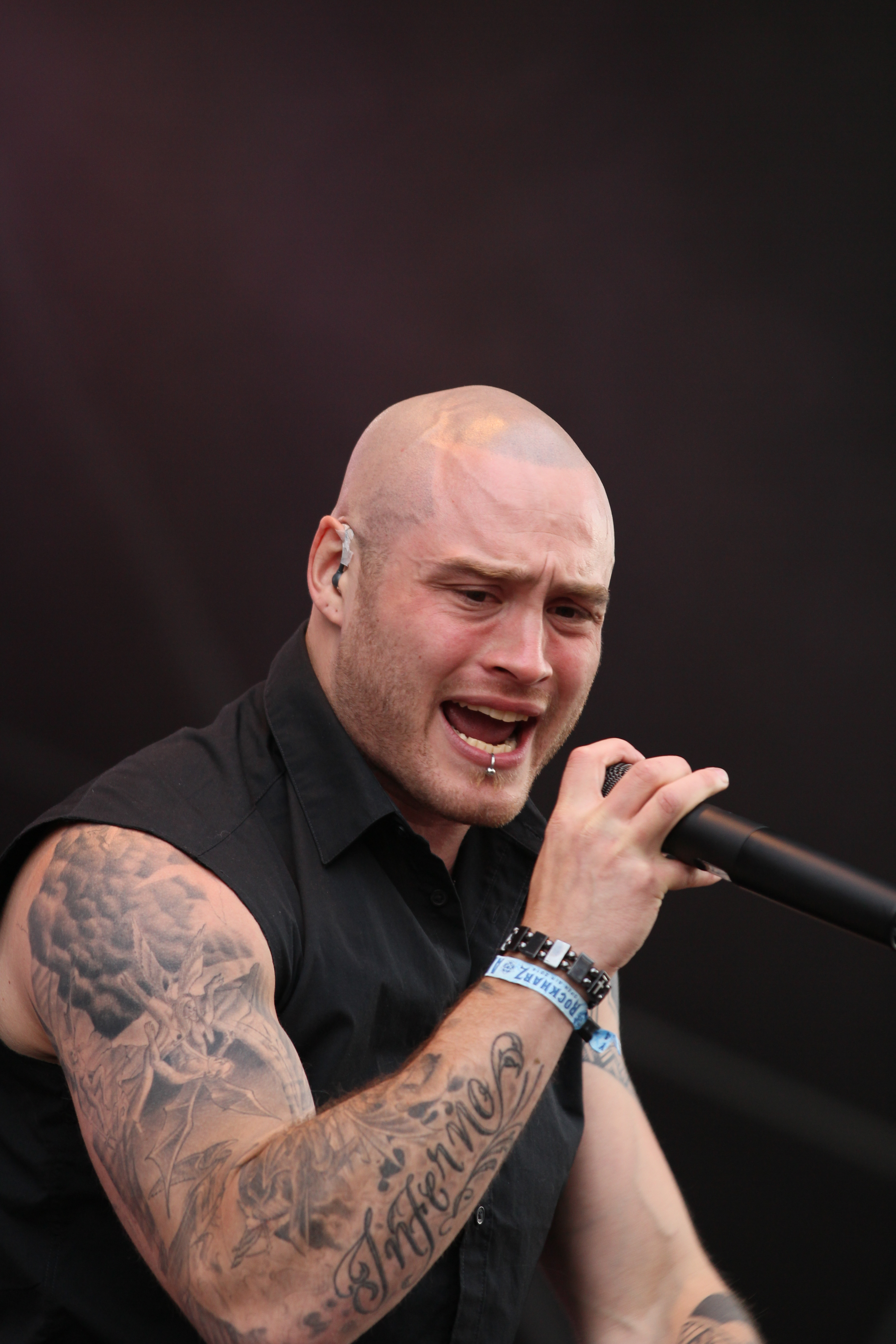
Nathan James Biggs en 2014.

### Anciens membres
- John « Runken » Bengtsson - batterie, percussions (2006–2016)
- Karin Axelsson - basse (2004-2015)
- Roger Sjunnesson - guitare rythmique (2002–2012)
- Richard Sjunnesson - chant guttural (2002–2010)
- Roland Johansson - chant clair, chant guttural (session : 2005, temps plein : 2006–2009)
- Kristoffer Bäcklund - batterie, percussions (2002–2006)
- Andreas Mårtensson - claviers (2002–2006)
- Magnus Svensson - basse (2002–2004)

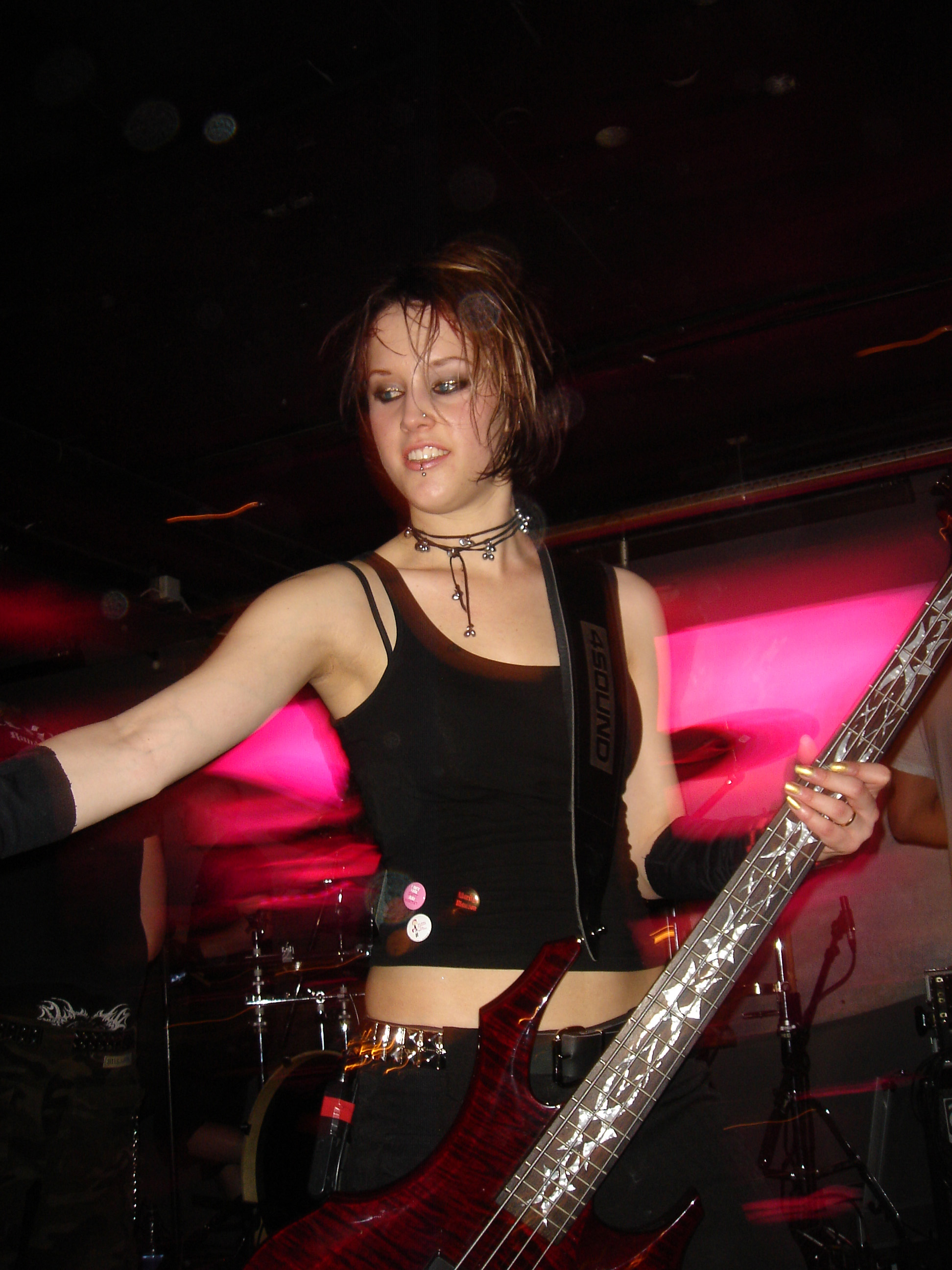
Karin Axelsson en 2008.
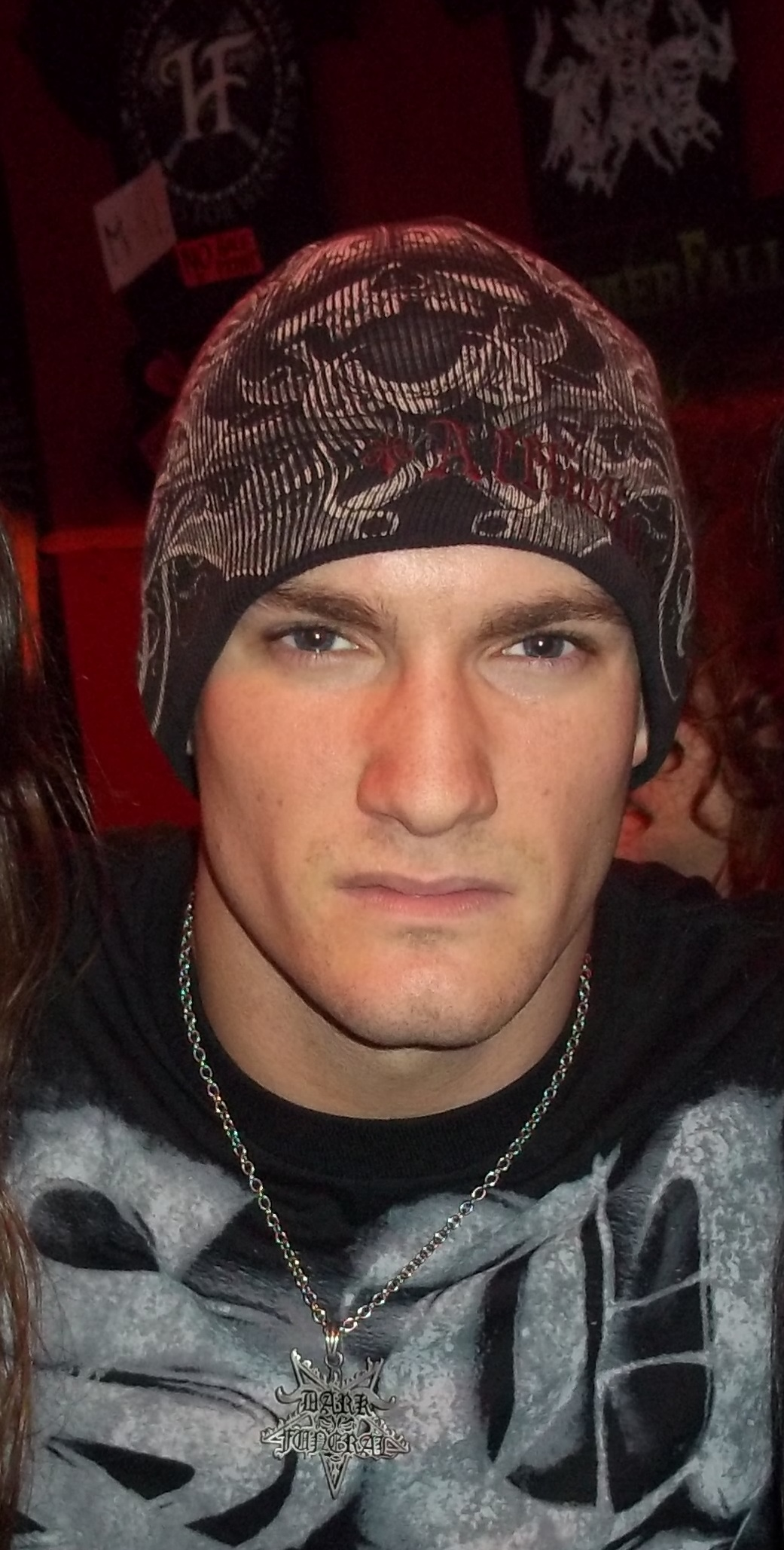
Richard Sjunnesson en 2011.

### Membres de session
- Christoffer Andersson - chant guttural (2010–2011)
- Robert Sjunnesson - guitare solo (2005)
- Nick Red - claviers (depuis 2008)

## Clips
- 2007 : Enclave, tiré de Only Inhuman, réalisé par Patric Ullaeus
- 2007 : Denied, tiré de Only Inhuman, réalisé par Patric Ullaeus
- 2008 : Jack of Diamonds, tiré de Love and Other Disasters, réalisé par Patric Ullaeus
- 2008 : My Escape, tiré de Love and Other Disasters, réalisé par Patric Ullaeus
- 2009 : Burn This City, tiré de We Rule the Night, réalisé par Patric Ullaeus
- 2010 : My Own Life, tiré de We Rule the Night, réalisé par Patric Ullaeus
- 2010 : Revolution Baby, tiré de We Rule the Night, réalisé par Patric Ullaeus
- 2014 : Before You Finally Break avec Björn 'Speed' Strid, tiré de Sonic Syndicate, réalisé par Patric Ullaeus